# Hubert Jakob Werners
Hubert Jakob Werners (* 20. Januar 1831 in Buscherhof, jetzt Düsseldorf-Stockum; † 2. April 1894 in Düren) war der erste hauptamtliche Bürgermeister der Stadt Düren.
Alle Vorgänger von Werners waren neben ihrem normalen Beruf als Bürgermeister tätig. Er war der erste Berufsbürgermeister.
Nachdem er Bürgermeister von Andernach war, wurde er am 25. August 1868 zum Bürgermeister von Düren ernannt und Nachfolger von Peter Carl Brauweiler. 1880 und 1892 wurde er wieder gewählt. Am 27. August 1893 wurde er dann Oberbürgermeister. Der Titel wurde ihm vom König von Preußen (Wilhelm II.) verliehen. Während seiner 26-jährigen Amtszeit machte Werners sich besonders um die Geschichte und das Volkstum Dürens verdient. Er starb im Amt am 2. April 1894. Sein Nachfolger wurde August Klotz.
Am 9. September 1914 wurden Franzosengasse und die Friesenstraße in Düren zu Ehren von Hubert Jakob Werners in Wernersstraße umbenannt.